# Bulbophyllum perparvulum
Bulbophyllum perparvulum är en orkidéart som beskrevs av Rudolf Schlechter. Bulbophyllum perparvulum ingår i släktet Bulbophyllum och familjen orkidéer. Inga underarter finns listade i Catalogue of Life.